# Переулок Катаева (Одесса)
Переулок Катаева — улица в Одессе, в исторической части города, от Пироговской до Семинарской улицы.

## История
Первоначальное название переулка — 1-й Куликовский, как и близлежащих 2-го Куликовского переулка и площади Куликово поле, связано с фамилией местных землевладельцев — помещиков Куликовских.
Современное название в честь советского писателя Валентина Катаева (1897—1986), в детстве жившего неподалёку.